# Rékasi Tibor
Rékasi Tibor (1973–) 2018. július 1-től a Magyar Telekom vezérigazgatója. A Befolyás-barométer szerint 2024-ben ő volt Magyarország 39. legbefolyásosabb személye.

## Élete
Diplomáját a budapesti Külkereskedelmi Főiskolán szerezte, majd ezt követően üzleti képzések keretében bővítette üzleti ismereteit. Szakmai pályáját az Integra Kft.-nél kezdte ügyfélfelelősként. 1997-től az Unisys Magyarországnál dolgozott a pénzügyi üzletfelek partnereként, majd ügyfélkapcsolati igazgatóként. 2000-ben csatlakozott a Cisco Systems Magyarországhoz, ahol előbb a kiemelt ügyfelekért felelős értékesítési vezető, majd a nagyvállalati üzletág igazgatója lett. 2007 februárjában kinevezték a Cisco Systems Magyarország ügyvezető igazgatójává, és ebben a pozíciójában a vállalat operatív irányítása mellett felelős volt a teljes hazai értékesítés koordinálásáért is. 2008 szeptemberében csatlakozott a Magyar Telekom Csoporthoz a Vállalati Szolgáltatások Üzletághoz tartozó leányvállalat, az IQSYS Zrt. ügyvezető igazgatójaként, ahol a vállalat irányítása mellett a kereskedelmi igazgatói feladatokat is ellátta. 2010 decembere és 2011 májusa között ideiglenesen betöltötte a Magyar Telekom Vállalati Szolgáltatások Üzletág (T-Systems) üzletágvezető pozíciót is, az IQSYS Zrt. ügyvezető igazgatói feladatok megtartása mellett. 2012. októberétől 2013. szeptember 30-ig a T-Systems Magyarország Zrt. Értékesítés divízió vezérigazgató-helyettesi pozícióját töltötte be. 2013. október 1-től a Magyar Telekom vállalati szolgáltatások vezérigazgató-helyettese és a T-Systems Magyarország Zrt. vezérigazgatója. 2017. január 11-től a Magyar Telekom lakossági szolgáltatások vezérigazgató-helyettese volt. 2018. július 1-től a Magyar Telekom vezérigazgatója és Igazgatóságának tagja.
Rékasi Tibor a Ferencvárosi Torna Club elnökségi tagja is.